# Atgeir

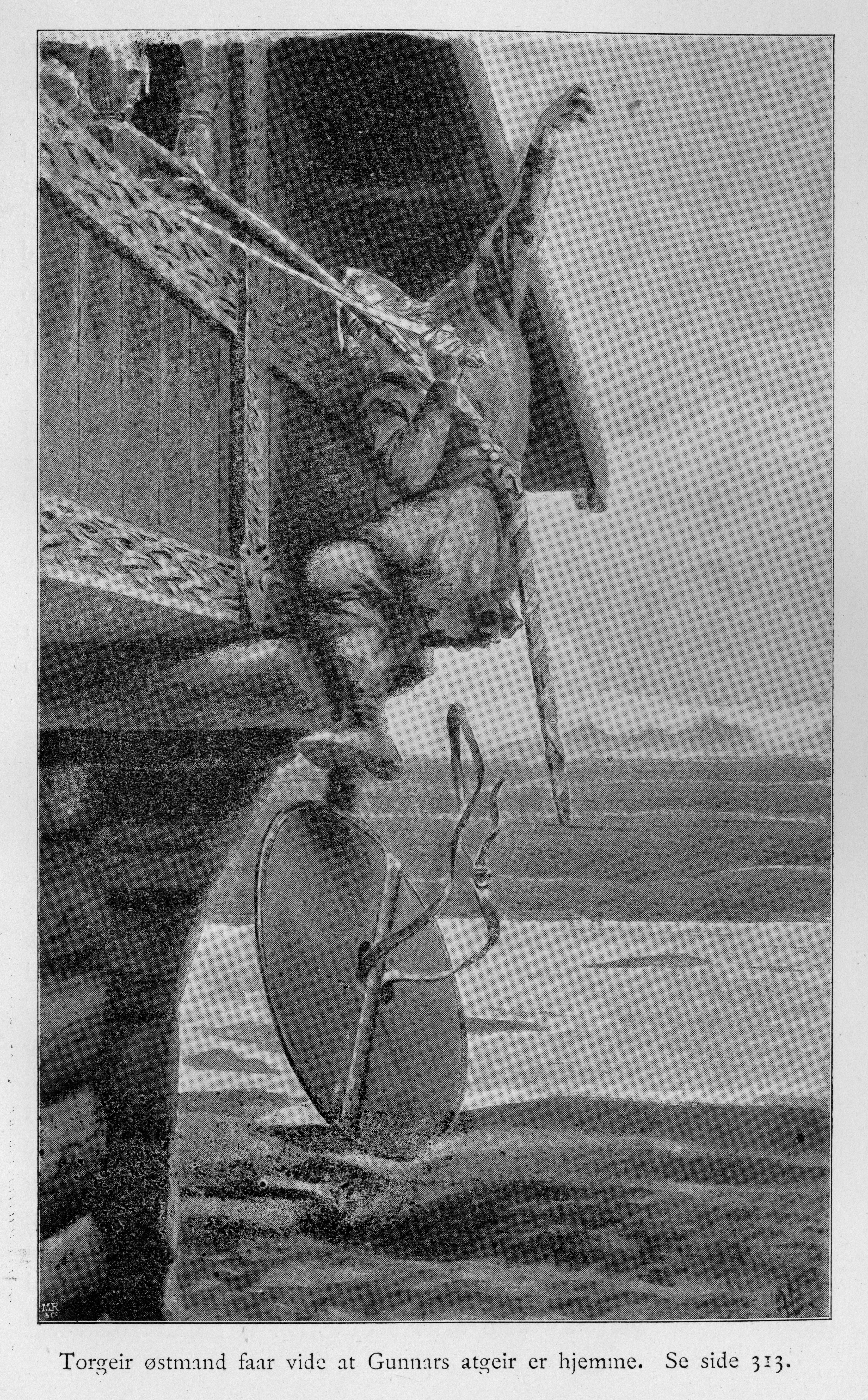
Scena z sagi o Njalu: Þorgrim zostaje dźgnięty przy użyciu atgeira

Atgeir – rodzaj broni drzewcowej używanej przez wikingów, niekiedy utożsamiany z halabardą lub glewią.

## Etymologia i kognaty
Słowo atgeir wywodzi się od staronordyckiego geirr (ᚴᛅᛁᛦ, kaiʀ), czyli włócznia.

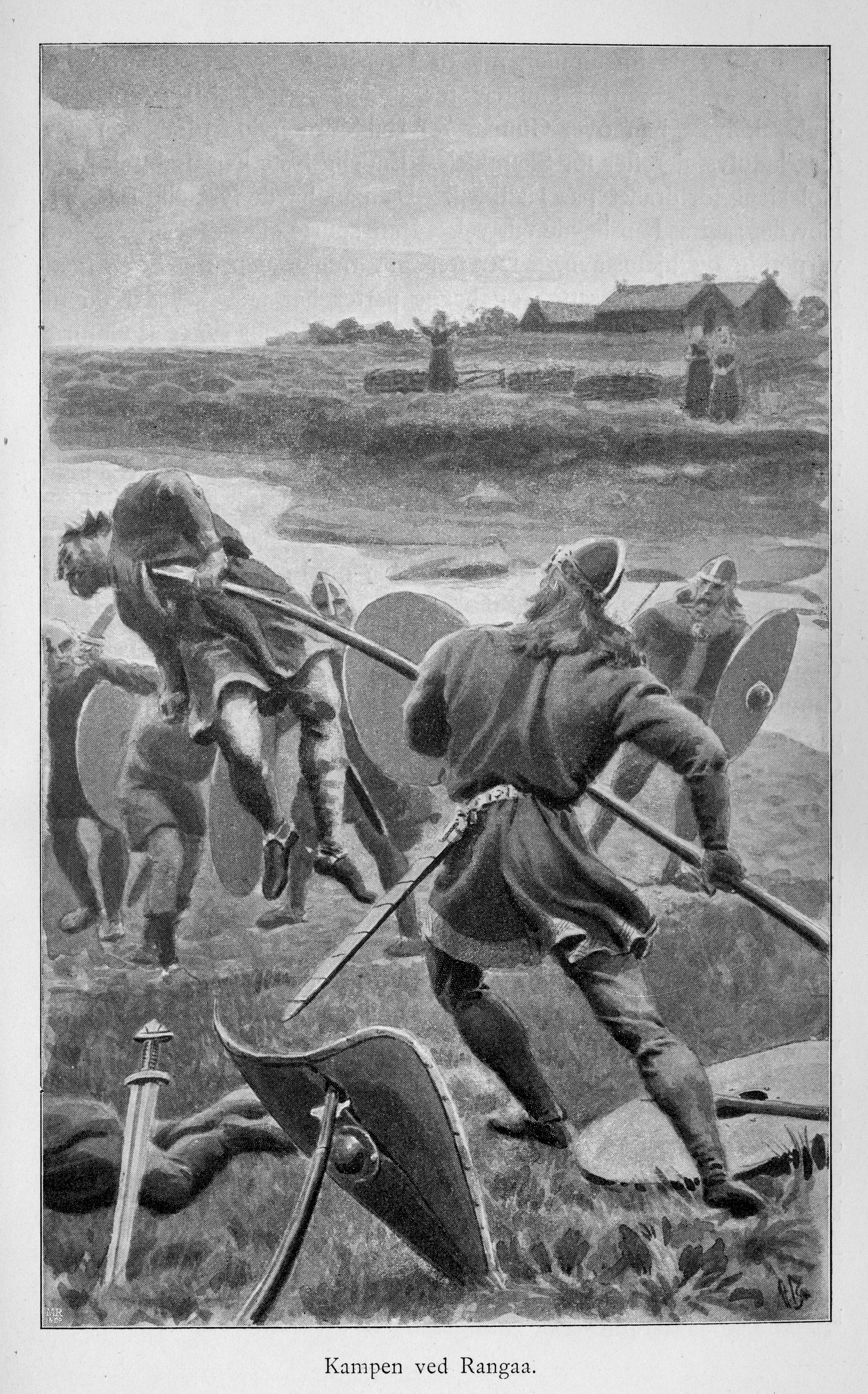
Gunnar walczący atgeirem

## W sagach nordyckich
Atgeir był bronią Gunnara Hámundarsona, bohatera sagi o Njalu.

Gunnar […] chwycił atgeir w obie dłonie. […] Wepchnął przez siebie atgeir i podniósł go wysoko i wyrzucił go do rzeki.

Używany przez Gunnara okaz broni rzekomo zachował się aż do XVIII wieku, kiedy to przepadł w katastrofie morskiej.